# Bőny
Bőny là một thị trấn thuộc hạt Győr-Moson-Sopron, Hungary. Thị trấn này có diện tích 50,42 km², dân số năm 2010 là 2184 người, mật độ 43 người/km².